# Otto Linander
Otto Lorenz Linander, född 7 september 1880 i Hassle-Bösarps församling, Malmöhus län, död 3 februari 1945, var en svensk industriman och kommunalpolitiker (höger).
Linander var ordförande i styrelsen och verkställande direktör i Maskinfabriks AB Thule och AB Limhamns aduceringsverk, AB Åkermans gjuteri och mekaniska verkstad i Eslöv, styrelseledamot och verkställande direktör i AB Damm- & spånledningar, Maskinfabriks AB Gothia och Förenade Bil AB.
Linander var ledamot av Malmö stadsfullmäktige 1939–1945 och bland annat vice ordförande i drätselkammarens andra avdelning (motsvarande gatunämnden) 1942–1945. Han var ledamot av Skånemässans styrelse och förvaltningsutskott från dess tillkomst 1919, av Skånes handelskammares fullmäktige och arbetsutskott från 1934, av styrelsen för södra kretsen av Sveriges verkstadsförening 1927, 1935 och från 1939 samt av överstyrelsen för Sveriges verkstadsförening från 1939.